# Diaphanes flavilateralis
Diaphanes flavilateralis is een keversoort uit de familie glimwormen (Lampyridae). De wetenschappelijke naam van de soort is voor het eerst geldig gepubliceerd in 2001 door Jeng & Yang in Jeng, Lai, Yang & Satô.